# Jagdstaffel 28
La Jagdstaffel 28 (in tedesco: Königlich Wuerttembergische Jagdstaffel Nr 28, abbreviato in Jasta 28) era una squadriglia (staffel) da caccia della componente aerea del Deutsches Heer, l'esercito dell'Impero tedesco, durante la prima guerra mondiale (1914-1918).

## Storia
La Jagdstaffel 28 venne fondata il 14 dicembre 1916 presso il Fliegerersatz-Abteilung  (FEA) 10 a Böblingen. All'Oberleutnant Rudolf Lang, proveniente dalla Jagdstaffel 11, venne affidato il comando della squadriglia. Dopo che questi lasciò l'unità, la Jagdstaffel 28 avrebbe avuto tre diversi comandanti uccisi in combattimento nell'arco di quattro mesi.
La Jagdstaffel 28 iniziò il servizio al fronte a supporto della 4ª Armata tedesca a Marcke il 24 gennaio 1917. Il 26 marzo 1917 venne poi trasferita nel settore della 6ª Armata dove venne messa a segno la prima vittoria aerea il 7 aprile 1917 dal pilota Max Müller. Il 27 agosto la squadriglia venne spostata presso l'aerodromo di Varsenare di nuovo a supporto della 4ª Armata finché, il 6 giugno 1918 vennero trasferiti a supporto della 2ª Armata. Un mese dopo, l'8 luglio, con base presso Neuflize operarono nel settore sotto il controllo della 1ª Armata. Il 25 agosto la Jagdstaffel si trasferisce a Cantin per sostenere la 17ª Armata fino alla fine della guerra.
Durante la guerra l'unità operò prima con gli Albatros D.III per poi essere rimpiazzati dai più moderni Albatros D.Va.
Il Leutnant Emil Thuy fu l'ultimo Staffelführer (comandante) della Jagdstaffel 28 dal 26 settembre 1917 fino alla fine della guerra.
Alla fine della prima guerra mondiale alla Jagdstaffel 28 vennero accreditate 100 vittorie aeree. Di contro, la Jasta 28 perse 9 piloti, uno fu fatto prigioniero di guerra, un pilota morì in incidente di volo e 3 furono feriti in azione.

## Lista dei comandanti della Jagdstaffel 28
Di seguito vengono riportati i nomi dei piloti che si succedettero al comando della Jagdstaffel 28.
| Grado        | Nome              | Periodo                              |
| ------------ | ----------------- | ------------------------------------ |
| Oberleutnant | Rudolf Lang       | 20 gennaio 1917 - 27 aprile 1917     |
| Leutnant     | Karl Emil Schäfer | 27 aprile 1917 - 5 giugno 1917       |
| Hauptmann    | Otto Hartmann     | 8 giugno 1917 - 3 settembre 1917     |
| Oberleutnant | Werner Jahns      | 6 settembre 1917 - 24 settembre 1917 |
| Leutnant     | Emil Thuy         | 26 settembre 1917 - 11 novembre 1918 |

## Lista delle basi utilizzate dalla Jagdstaffel 28
1. Böblingen, 14 dicembre 1916 – 23 gennaio 1917
2. Marcke, 24 gennaio 1917 – 25 marzo 1917
3. Wasquehal, 26 marzo 1917 – 26 agosto 1917
4. Varsenare, 27 agosto 1917 – 13 novembre 1917
5. Jabbeke, 13 novembre 1917 – 25 novembre 1917
6. Wynghene, 25 novembre 1917 – 7 dicembre 1917
7. Varsenare, 7 dicembre 1917 – 5 febbraio 1918
8. Wynghene, 5 febbraio 1918 – 1 marzo 1918
9. Iseghem, 1 marzo 1918 – 21 marzo 1918
10. Abeele, 21 marzo 1918 – 29 marzo 1918
11. Iseghem, 29 marzo 1918 – 5 giugno 1918
12. Ennemain, 6 giugno 1918 – 7 luglio 1918
13. Neuflize, 8 luglio 1918 – 10 agosto 1918
14. Mons-en-Chaussée, 11 agosto 1918 – 12 agosto 1918
15. Neuflize, 13 agosto 1918 – 24 agosto 1918
16. Cantin, 25 agosto 1918 – 30 settembre 1918
17. Beuvry, 1 ottobre 1918 – 12 ottobre 1918
18. Chièvres, 13 ottobre 1918 – 3 novembre 1918
19. Champles, 4 novembre 1918 – 11 novembre 1918

## Lista degli assi che hanno prestato servizio nella Jagdstaffel 28
Di seguito vengono elencati i nomi dei piloti che hanno prestato servizio nella Jagdstaffel 28 con il numero di vittorie conseguite durante il servizio nella squadriglia e riportando tra parentesi il numero di vittorie aeree totali conseguite.
| Asso              | Vittorie |
| ----------------- | -------- |
| Max Müller        | 24 (36)  |
| Emil Thuy         | 17 (35)  |
| Ernst Hess        | 12 (17)  |
| Franz Ray         | 8 (17)   |
| Karl Emil Schäfer | 7 (30)   |
| Karl Bolle        | 5 (36)   |
| Karl Christ       | 5        |
| August Hanko      | 5        |
| Otto Hartmann     | 5 (7)    |

## Lista degli aerei utilizzati dalla Jagdstaffel 28
- Albatros D.III
- Albatros D.Va